# Mundo Novo (ort)
Mundo Novo är en ort i Brasilien.   Den ligger i kommunen Mundo Novo och delstaten Bahia, i den östra delen av landet, 900 km nordost om huvudstaden Brasília. Mundo Novo ligger 522 meter över havet och antalet invånare är 11 912.
Terrängen runt Mundo Novo är platt åt sydväst, men åt nordost är den kuperad. Närmaste större samhälle är Piritiba, 16,9 km nordväst om Mundo Novo.
Omgivningarna runt Mundo Novo är huvudsakligen savann. Runt Mundo Novo är det glesbefolkat, med 14 invånare per kvadratkilometer.